# Martizay
Martizay – miejscowość i gmina we Francji, w Regionie Centralnym, w departamencie Indre.
Według danych na rok 1990 gminę zamieszkiwały 1124 osoby, a gęstość zaludnienia wynosiła 29 osób/km² (wśród 1842 gmin Regionu Centralnego Martizay plasuje się na 347. miejscu pod względem liczby ludności, natomiast pod względem powierzchni na miejscu 188.).